# Hugo (ソフトウェア)
Hugoは、Goでプログラムされた静的サイトジェネレーターである。
Steve Franciaによって2013年に開発が開始され、2015年のバージョン0.14以降はBjørn Erik Pedersenとその他の貢献者によって開発が継続されている。Hugoは、Apache License 2.0の条件に基づいて配布されているFOSSプロジェクトである。
Goで記述されており、開発者によるベンチマークと性能を向上させるための努力によって、殆どのウェブサイトを数秒で生成できる。公式ウェブサイトでは、「ウェブサイトを構築するための世界最速のフレームワーク」であると謳っている。
2015年7月にNetlifyはHugoのホスティングの提供を開始し、2017年にSmashing MagazineはWordPressからHugoを使用したJamstackソリューションに移行した。また、Cloudflareは2022年に開発者向けドキュメントをGatsbyからHugoに切り替えた。

## 特徴
Hugoは、データファイル、i18nバンドル、設定、レイアウトのテンプレート、静的ファイルとMarkdown又はOrg-modeで記述されたコンテンツを取得し、静的ウェブサイトをレンダリングする。注目すべき機能には、多言語対応、画像処理、アセット管理、カスタム出力形式、Markdownレンダリングフック、ショートコードなどがある。
ネストされたセクションでは、様々な種類のコンテンツを分離することができる。
Hugoは、BootstrapやTailwindなどのフロントエンドフレームワークと組み合わせて使用できる。HugoサイトはクラウドベースのCMSソフトウェアに接続できるため、コンテンツ編集者はコーディングの知識がなくてもサイトコンテンツを編集できる。Hugoには、コミュニティによって作成・管理されているテーマが多数存在する。